# 臺中市中區光復國民小學
臺中市中區光復國民小學，簡稱光復國小，位於臺中市中區。

## 歷史
- 1919年，日本政府成立「台中第二尋常高等小學校」，並借用第一尋常高等小學校校舍（今大同國小）上課。
- 1920年，位於三民路的校舍完工，遷入現址。
- 1932年，改名為「台中州新富尋常小學校」。
- 1941年，改名為「台中州新富國民學校」。
- 1945年，中華民國接管臺灣後改名為「臺中市立光復國民學校」。
- 1949年：自辦幼稚園開始招生。
- 1968年：實施九年國教，改名為「臺中市立光復國民小學」。
- 1973年：奉教育部令開辦音樂實驗班（現音樂班）。教育部責成省立交響樂團（當時的團長是史惟亮）籌設音樂實驗班。
- 1997年：老舊校舍開始陸續改建。
- 2002年：開辦音樂班國樂組

### 歷任校長
- 日治時期

1. 鈴木稻作（1919年4月1日－1920年8月19日，由第一尋常高等小學校校長兼任）
2. 發知鄭幸（1920年8月20日－1945年10月25日）

- 民國時期

1. 施江柳（1945年12月1日－1954年7月31日）
2. 呂厚島（1954年8月1日－1969年7月31日）
3. 陳啟熙（1969年8月1日－1971年9月30日）
4. 林昭舜（1971年10月1日－1987年7月31日）
5. 廖學濕（1987年8月1日－1991年1月31日）
6. 洪湘樹（1991年2月1日－1994年7月31日）
7. 劉清政（1994年8月1日－2000年7月31日）
8. 李振宗（2000年8月1日－2007年7月31日）
9. 紀男昌（2007年8月1日－2015年7月31日）
10. 林筆藝（2015年8月1日－2021年7月31日）
11. 張毅宏（2021年8月1日－現任）

## 學區
- 綠川里（第20-24、28、29鄰）
- 繼光里（第12-25鄰）
- 公園里（第4、6-8、10、11、13、15、21-25鄰）
- 光復里（全里）
- 大墩里（第18-32鄰）
- 柳川里（第11-28鄰）
- 大誠里（第8-32鄰）

## 外部連結
- 臺中市中區光復國民小學 （页面存档备份，存于）